# Axel Jepsson
Axel Fritiof Jepsson, född 2 augusti 1897 i Tryde församling, Kristianstads län, död 1976, var en svensk ingenjör och företagsledare.
Jepsson, som var son till byggmästare Isak Jepsson och Johanna Andersdotter, avlade teknisk gymnasieexamen 1920. Han var biträdande ingenjör i  södra väg- och vattenbyggnadsdistriktet 1920–1924, konstruktör vid AB Armerad Betong 1924–1926, arbetschef i AB Nils P. Lundh 1926 och blev verkställande direktör i detta företag 1953. Han var även styrelseledamot i AB Nils P. Lundh.